# Босна Сребрена
Босна Сребрена (лат. Bosna Argentina), односно Фрањевачка провинција Св. Крижа - Босна Сребрена (хрв. Franjevačka provincija Sv. Križa - Bosna Srebrena) покрајина је Фрањевачког опсервантског реда (лат. Ordo Fratrum Minorum Observantium / OFM Obs.) која обухвата фрањевачке самостане и друге установе тог реда на босанском (северном) подручју Босне и Херцеговине, а такође и поједине самостане истог реда у Србији. Седиште провинције налази се у Сарајеву. Почевши од 2022. године, на челу покрајине налази се провинцијал Здравко Дадић.
На територији Србије, под јурисдикцијом Босне Сребрене налази се фрањевачки самостан у Београду, са црквом Светог Анте Падованског, као и фрањевачки самостан у Ђаковици, посвећен истом светитељу.

## Назив
Назив Босна Сребрена, односно Босна Сребреничка (лат. Bosna Argentina) поред обласног имена (хоронима) Босна укључује и додатну одредницу, која се односи на стари фрањевачки самостан у Сребреници.

## Историја
Босна Сребрена је настала 1514. године, поделом дотадашње Босанске фрањевачке викарије (лат. Vicaria Bosnensis) на два управна подручја. Прво је обухватало области под османском влашћу, добивши назив Викарија Босна Сребрена (лат. Vicaria Bosnae Argentinae), док је друго обухватало суседне области под угарском влашћу, добивши назив Викарија Босна-Хрватска (лат. Vicaria Bosnae Croatiae). Обе викарије су 1517. године уздигнуте на степен фрањевачких покрајина, односно провинција у саставу Фрањевачког опсервантског реда, чиме је створена Фрањевачка провинција Босна Сребрена.
Током 16. и 17. века, фрањевци Босне Сребрене су развили живу пасторалну и мисионарску активност у разним српским и осталим јужнословенским областима под османском влашћу, тако да се територијални опсег ове фрањевачке провинције знатно проширио, укључујући и просторе османске Угарске.
Током 18. века, упоредо са геополитичким променама и померањем државних граница, постепено се сужавао и опсег Босне Сребрене, која је 1735. године изгубила надлежност над подручјима која су током претходних ратова припала Млетачкој Далмацији, а потом је 1757. године изгубила и надлежност над подручјима која су раније припала Хабзбуршкој монархији.
Међу фрањевцима Босне Сребрене развио се плодан књижевно-богословски и историографски рад, првенствено на народном језику, уз употребу локалне варијанте ћириличког писма (босанчица).
Тадашњи католичко-православни односи између фрањеваца Босне Сребрене и јерархије Српске патријаршије били су комплексни и оптерећеи честим споровима који су решавани и пред османским властима.
За време османске власти, међу фрањевцима Босне Сребрене развио се снажан осећај босанског регионалног идентитета, који се манифестовао у виду употребе босанских завичајних одредница за означавање регионалне припадности, што је дошло до посебног изражаја и у потоњој делатности босанског фрањевца Антуна Кнежевића (1834-1889).
Насупрот томе, за време аустроугарске окупације Босне и Херцеговине (1878-1918), интензивиран је рад на промовисању хрватског идентитета, у виду "političke kroatizacije" босанско-херцеговачких римокатолика. Носилац таквих појава била је новоустановљена Врхбосанска надбискупија (1881) на челу са надбискупом Јосипом Штадлером (1881-1918) чији су односи са босанским фрањевцима били оптерећени честим споровима око управних и црквено-политичких питања.
Током 19. века међу фрањевцима у херцеговачком делу Босне Сребрене појавиле су се тежење ка одвајању, а коначна подела озваничена је 1892. године, стварањем посебне Херцеговачке фрањевачке провинције.
За време Другог светског рата (1941-1945), део фрањеваца Босне Србрене подржао је успостављање усташке власти на босанско-херцеговачким просторима који су укључени у састав Независне Државе Хрватске, а поједини босански фрањевци учествовали су и у прогону православних Срба. Међу најпознатијим заговорницима и спроводиоцима геноцидне политике НДХ према српском народу био је злогласни босански фрањевац Мирослав Филиповић (редовничко име Томислав), један од заповедника концентрационог логора Јасеновац, који је 1942. године због својих злочина избачен из Фрањевачког реда.

## Самостани
У саставу Фрањевачке провинције Босне Сребрене налази се двадесетак активних самостана, међу којима посебан исоријски значај имају стари фрањевачки самостани, настали током средњовековног или потоњег османског периода.